# Trofeo Diputación de Valladolid 2016
La XXIII edición del Trofeo Diputación de Valladolid de fútbol se celebró en el municipio de Mojados del 11 al 24 de agosto de 2016. 

## Cuadro de resultados
|  | Cuartos de final               | Cuartos de final               |                   |                   | Semifinales               | Semifinales               |  |                 | Final                | Final                |  |
|  | del 11 al 14 de agosto de 2016 | del 11 al 14 de agosto de 2016 |                   |                   | 16 y 17 de agosto de 2016 | 16 y 17 de agosto de 2016 |  |                 | 24 de agosto de 2016 | 24 de agosto de 2016 |  |
|  |                                |                                |                   |                   |                           |                           |  |                 |                      |                      |  |
|  |                                |                                |                   |                   |                           |                           |  |                 |                      |                      |  |
|  | At. Tordesillas                | 8                              |                   |                   |                           |                           |  |                 |                      |                      |  |
|  | At. Tordesillas                | 8                              |                   |                   |                           |                           |  |                 |                      |                      |  |
|  | R.C.D. Navarrés                | 1                              |                   |                   |                           |                           |  |                 |                      |                      |  |
|  | R.C.D. Navarrés                | 1                              |                   | At. Tordesillas   | 2                         |                           |  |                 |                      |                      |  |
|  |                                |                                |                   | At. Tordesillas   | 2                         |                           |  |                 |                      |                      |  |
|  |                                |                                | C.D. Laguna       | 1                 |                           |                           |  |                 |                      |                      |  |
|  | C.D. Laguna                    | 3                              | C.D. Laguna       | 1                 |                           |                           |  |                 |                      |                      |  |
|  | C.D. Laguna                    | 3                              |                   |                   |                           |                           |  |                 |                      |                      |  |
|  | C.D. Betis                     | 1                              |                   |                   |                           |                           |  |                 |                      |                      |  |
|  | C.D. Betis                     | 1                              |                   |                   |                           |                           |  | At. Tordesillas | 2(5)                 |                      |  |
|  |                                |                                |                   |                   |                           |                           |  | At. Tordesillas | 2(5)                 |                      |  |
|  |                                |                                | Real Valladolid B | 2(3)              |                           |                           |  |                 |                      |                      |  |
|  | Real Valladolid B              | 4                              | Real Valladolid B | 2(3)              |                           |                           |  |                 |                      |                      |  |
|  | Real Valladolid B              | 4                              |                   |                   |                           |                           |  |                 |                      |                      |  |
|  | C.D. Mojados                   | 0                              |                   |                   |                           |                           |  |                 |                      |                      |  |
|  | C.D. Mojados                   | 0                              |                   | Real Valladolid B | 4                         |                           |  |                 |                      |                      |  |
|  |                                |                                |                   | Real Valladolid B | 4                         |                           |  |                 |                      |                      |  |
|  |                                |                                | Villa de Simancas | 1                 |                           |                           |  |                 |                      |                      |  |
|  | Villa de Simancas              | 1(5)                           | Villa de Simancas | 1                 |                           |                           |  |                 |                      |                      |  |
|  | Villa de Simancas              | 1(5)                           |                   |                   |                           |                           |  |                 |                      |                      |  |
|  | Club Universidad de Valladolid | 1(4)                           |                   |                   |                           |                           |  |                 |                      |                      |  |
|  | Club Universidad de Valladolid | 1(4)                           |                   |                   |                           |                           |  |                 |                      |                      |  |
|  |                                |                                |                   |                   |                           |                           |  |                 |                      |                      |  |

### Final
| 24 de agosto de 2016, 19:00 h. | At. Tordesillas                 | 2-2 (5-3) | Real Valladolid B         | Municipal, Mojados (Valladolid)                                   |                                                                   |
|                                | Mario Gómez (p.p.) 15' Ruiz 92' | Reporte   | Sinisterra 8' Mayoral 60' | Asistencia: 500 espectadores Árbitro(s): Jorge de la Fuente Ramos | Asistencia: 500 espectadores Árbitro(s): Jorge de la Fuente Ramos |

| Tanda de Penales |  |     |  |              |
| Viti             |  | 1:1 |  | Mayoral      |
| Alber            |  | 2:1 |  | Higinio      |
| Héctor Vega      |  | 3:2 |  | Sinisterra   |
| Abra             |  | 4:3 |  | Mario Robles |
| Oli              |  | 5:3 |  | -            |

## Estadísticas
- Mejor jugador: Viti (At. Tordesillas)
- Máximo goleador: Iván Martín (Real Valladolid B) con 3 goles
- Total goles: 31 goles
- Promedio por partido: 4,43 g/pp
- Mayor goleada: Tordesillas 8 - Navarrés 1